# 總社站
總社站（日语：／ Sōja eki */?）是屬於西日本旅客鐵道（JR西日本）和井原鐵道的鐵路車站，位於日本岡山縣總社市站前。車站編號為「JR-V07」（伯備線）和「JR-U10」（吉備線）。

## 車站結構
本站為擁有跨站式站房的鐵路車站，並配置3面6線的港灣式月台、側式月台及對向式月台。

### 月台配置
| 月台           | 路線               | 方向         | 目的地             | 備註            |
| JR線月台配置   | JR線月台配置       | JR線月台配置 | JR線月台配置       | JR線月台配置    |
| -------------- | ------------------ | ------------ | ------------------ | --------------- |
| 1              | 吉備線（桃太郎線） | -            | 備中高松、岡山方向 | 一部分於3號月台 |
| 2、3           | 伯備線             | 上行         | 倉敷、岡山方向     |                 |
| 4              | 伯備線             | 下行         | 新見、米子方向     |                 |
| 井原鐵道線月台 |                    |              |                    |                 |
| 5、6           | ■井原線            | -            | 井原、神邊方向     |                 |

## 車站周邊
- 總社市役所
- 天滿屋Happytown Live總社店（天満屋ハピータウン リブ総社店）
- 可爾必思岡山工場
- 國道180號
- 國道486號
- 岡山縣道421號總社停車場線
- 岡山縣道469號倉敷總社線

## 历史
- 1925年2月17日 西總社站開業。
- 1959年11月1日 改名總社站。
- 1987年4月1日 國鐵分割民營化，成為西日本旅客鐵道車站。
- 1999年1月11日 井原鐵道井原線 總社-清音-神辺間開業。
- 2007年夏 JR西日本車站開始使用ICOCA。

## 相鄰車站
※ 伯備線的特急「八雲」（只限一部分列車停靠）的相鄰停車站，參見列車條目。
西日本旅客鐵道
 伯備線
清音（JR-V06）－總社（JR-V07）－豪溪（JR-V08）
 桃太郎線（吉備線）
東總社（JR-U09）－總社（JR-U10）
井原鐵道
■井原線
總社－清音
- 此站－清音站之間為井原鐵道井原線的第2種鐵道事業路段。

## 關連項目
- 日本鐵路車站列表 So

## 外部連結
- 總社｜車站資訊：JR出門網 - 西日本旅客鐵道（日語）
- 總社站 – 井原鐵道 （页面存档备份，存于）（日語）

1. ↑  . 鉄道ジャーナル (鉄道ジャーナル社). 1999-4, 33 (4): 70–74.